# Miklós Ybl
Miklós Ybl (ur. 6 kwietnia 1814 w Székesfehérvárze, zm. 22 stycznia 1891 w Budapeszcie) – węgierski architekt. Był jednym z wiodących architektów europejskich II połowy XIX wieku, a także najbardziej wpływowym architektem na Węgrzech.

## Życiorys
Po ukończeniu Uniwersytetu Technicznego w Wiedniu Miklós Ybl w 1832 roku został asystentem Mihálya Pollacka, a potem, w latach 1836–1840, pracował w biurze Henrika Kocha. Później przeniósł się do Monachium, a następnie wyjechał do Włoch na studia. Po powrocie nawiązał współpracę z synem Mihálya Pollacka Ágostonem, z którym wspólnie przeprowadził renowację zamku w Ikervárze, należącego do hrabiego Lajosa Batthyánya, pierwszego premiera Węgier. Jego pierwszym ważnym dziełem był kościół Niepokalanego Poczęcia Najświętszej Maryi Panny w Fót, zbudowany w latach 1845–1855.
Wczesne, duże projekty Ybla budowane były w stylu romantycznym, z wpływami motywów wschodnich. W jego późniejszych projektach występują z kolei formy romańskie, ponadto miał na koncie kilka budowli w stylu neorenesansowym, który był efektem jego zainteresowania się możliwością rewitalizacji włoskiego stylu renesansowego po drugim pobycie studyjnym we Włoszech z 1860 roku. Ybl znacząco wpłynął na wygląd krajobrazu Budapesztu, projektując takie budynki jak np. bazylika św. Stefana (1867–1891), pałac Celny (obecnie siedziba Uniwersytetu Korwina; 1871–1874) i Węgierska Opera Państwowa (1875–1884), uchodząca za jego najbardziej znane dzieło. Architekt zaprojektował też niezliczone kościoły, budynki mieszkalne i zamki na węgierskiej prowincji.

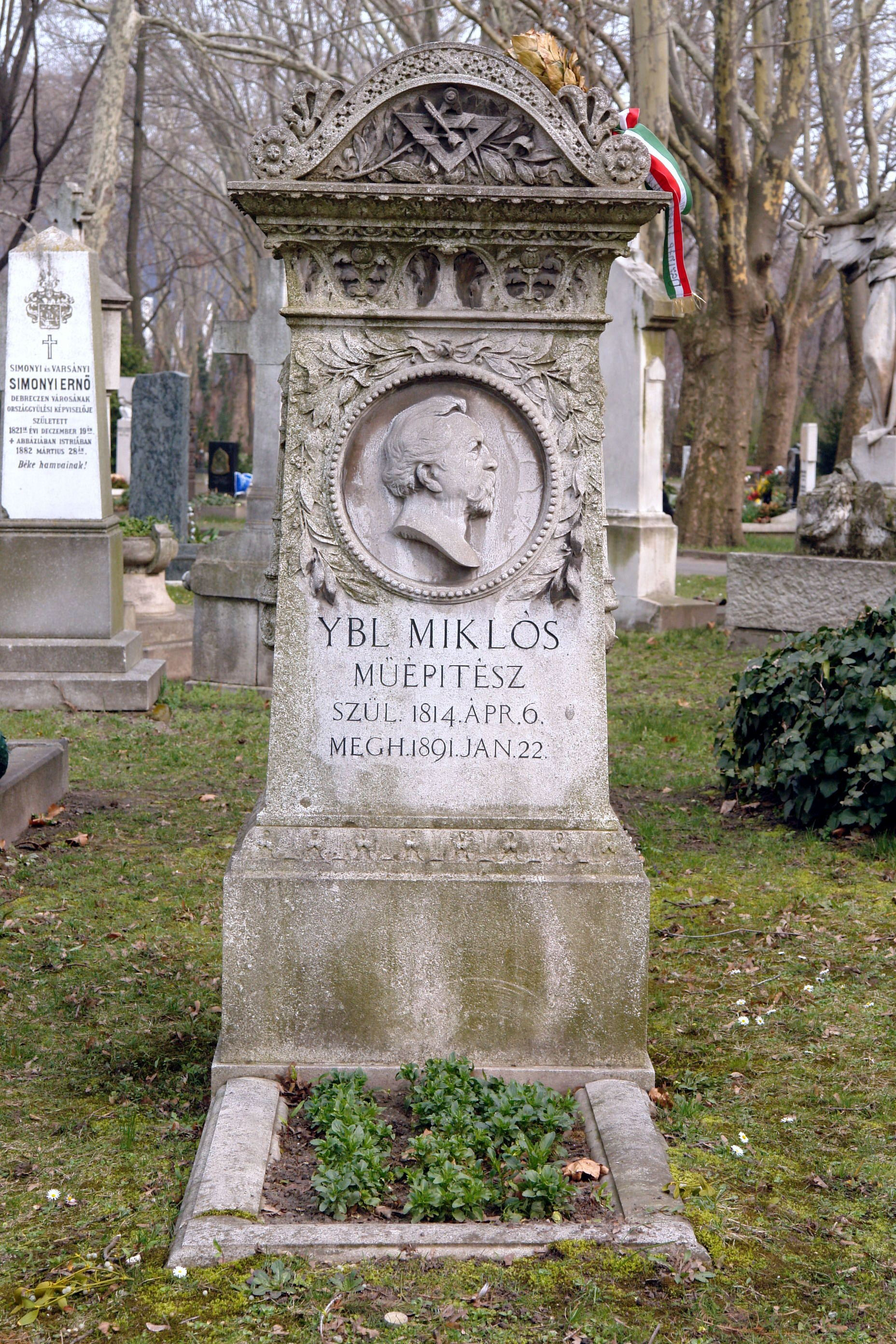
Grób Ybla

W latach 1875–1882 na skarpie Dunaju, u podnóża Wzgórza Zamkowego w Budapeszcie, zbudowano zaprojektowane przez Miklósa Ybla obiekty Várkert Bazár i Várkert-kioszk. W 1882 roku węgierski premier Kálmán Tisza zlecił Yblowi przygotowanie ogólnego planu przebudowy budapeszteńskiego zamku Królewskiego. Ybl ostatecznie rozpoczął przebudowę gmachu w 1890 roku i prowadził ją do swojej śmierci w 1891 roku. Później przebudowę przejął i nadzorował Alajos Hauszmann. Podczas prowadzonych pod kierownictwem Ybla na zamku prac powstały Sala Tronowa i skrzydło Krisztinaváros.
Został pochowany na Cmentarzu Narodowym przy Ulicy Fiumei (Cmentarzu Kerepesi) w Budapeszcie.

## Najważniejsze dzieła

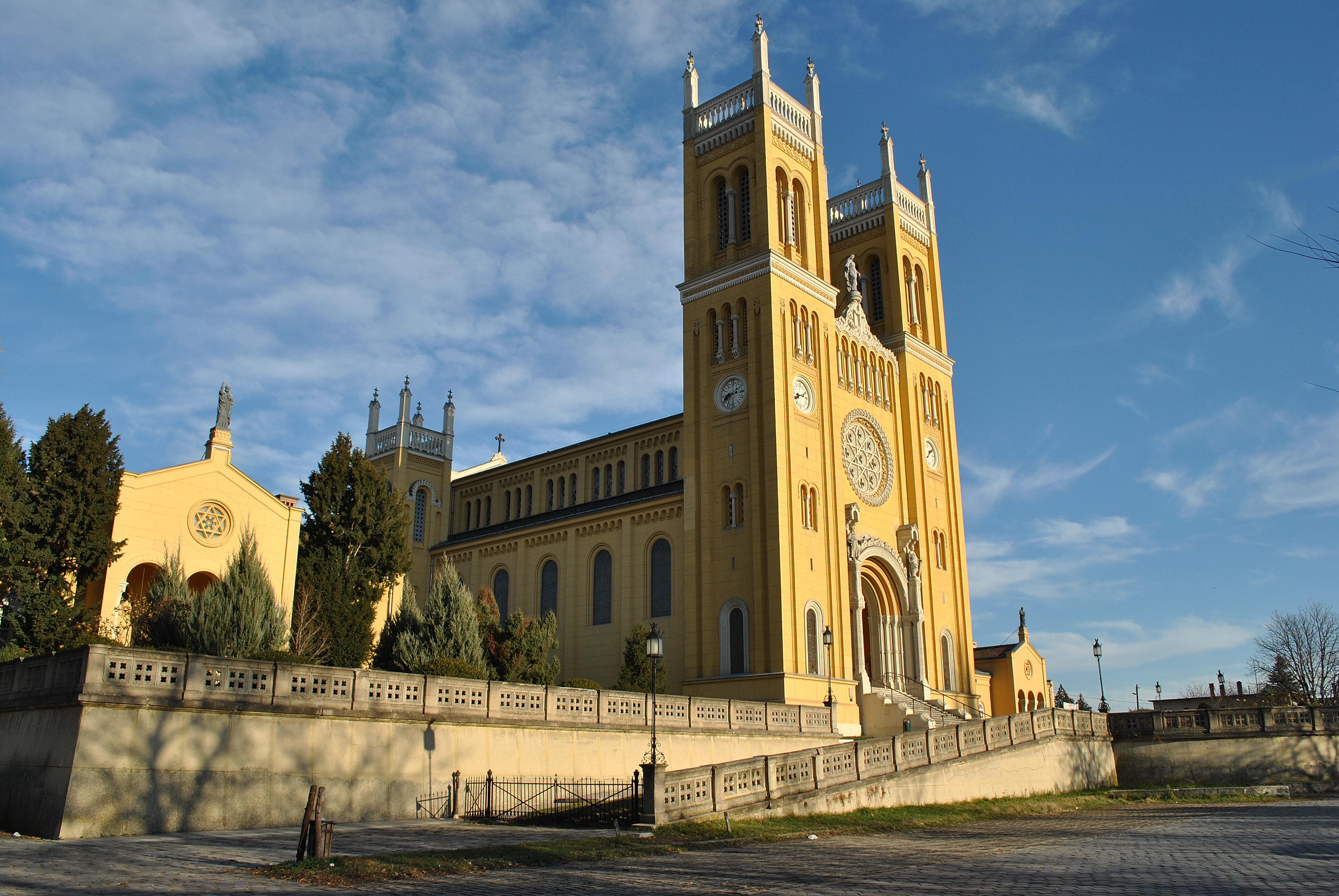
Kościół Niepokalanego Poczęcia Najświętszej Maryi Panny w Fót

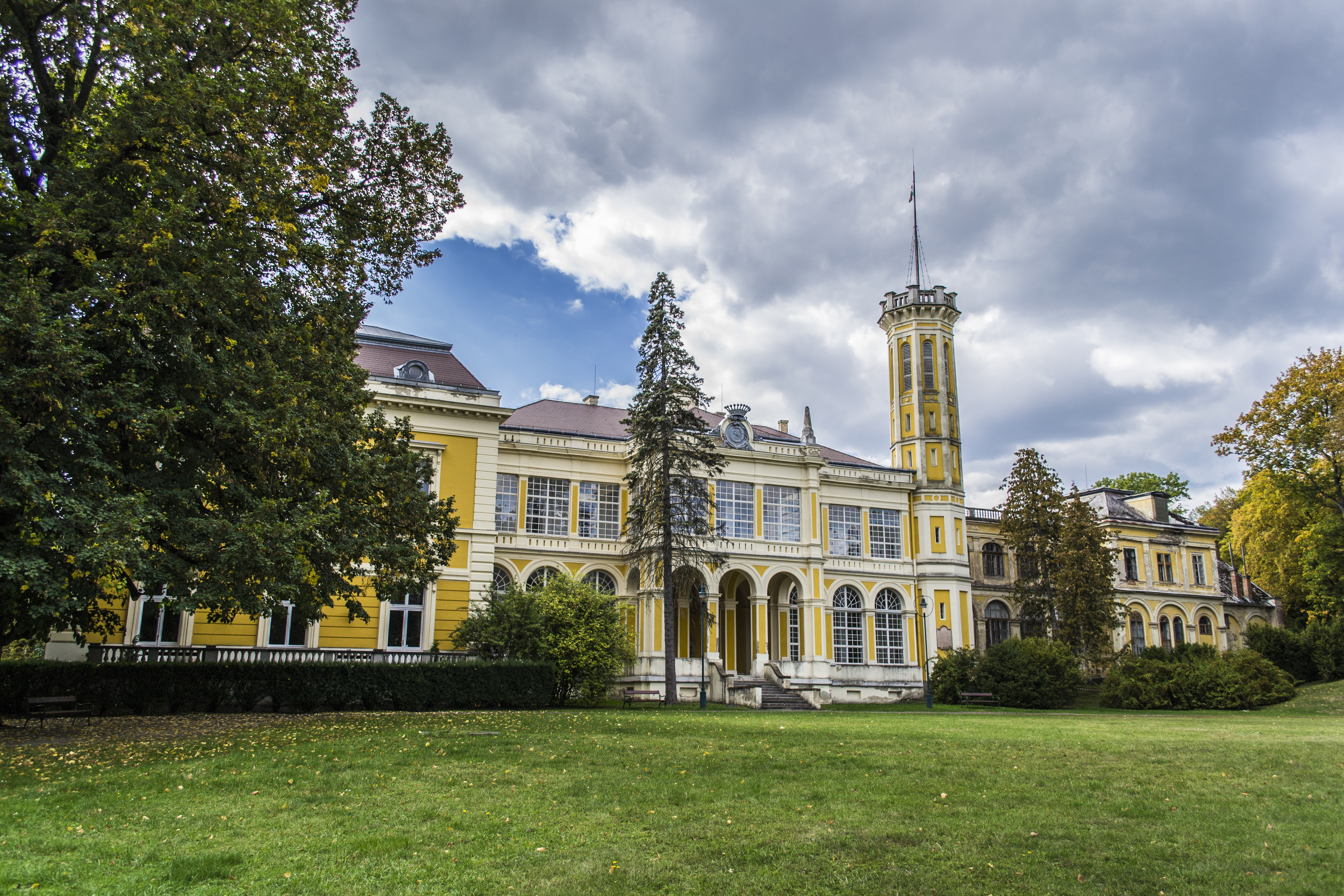
Zamek Károlyiego w Füzérradványu

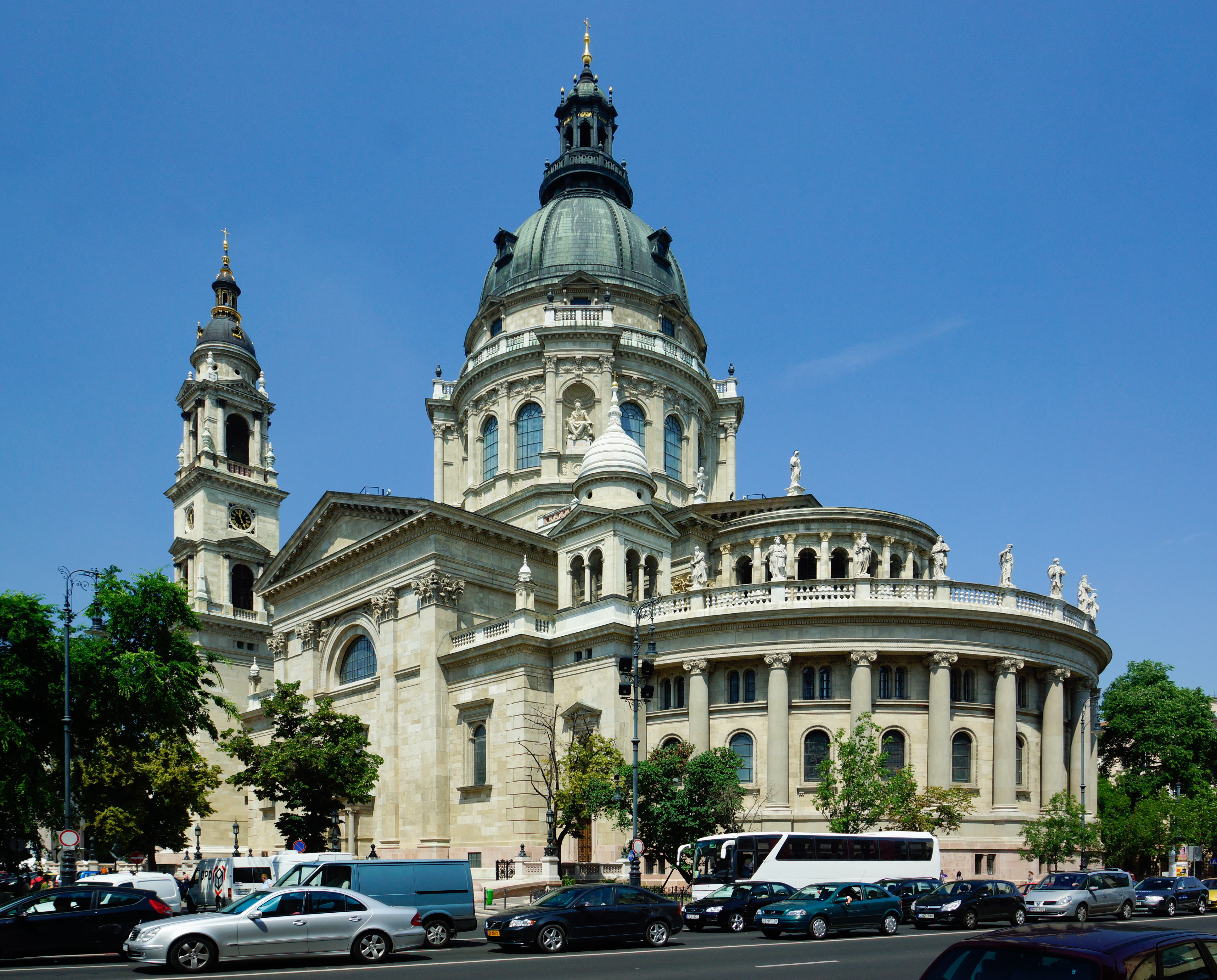
Bazylika św. Stefana w Budapeszcie

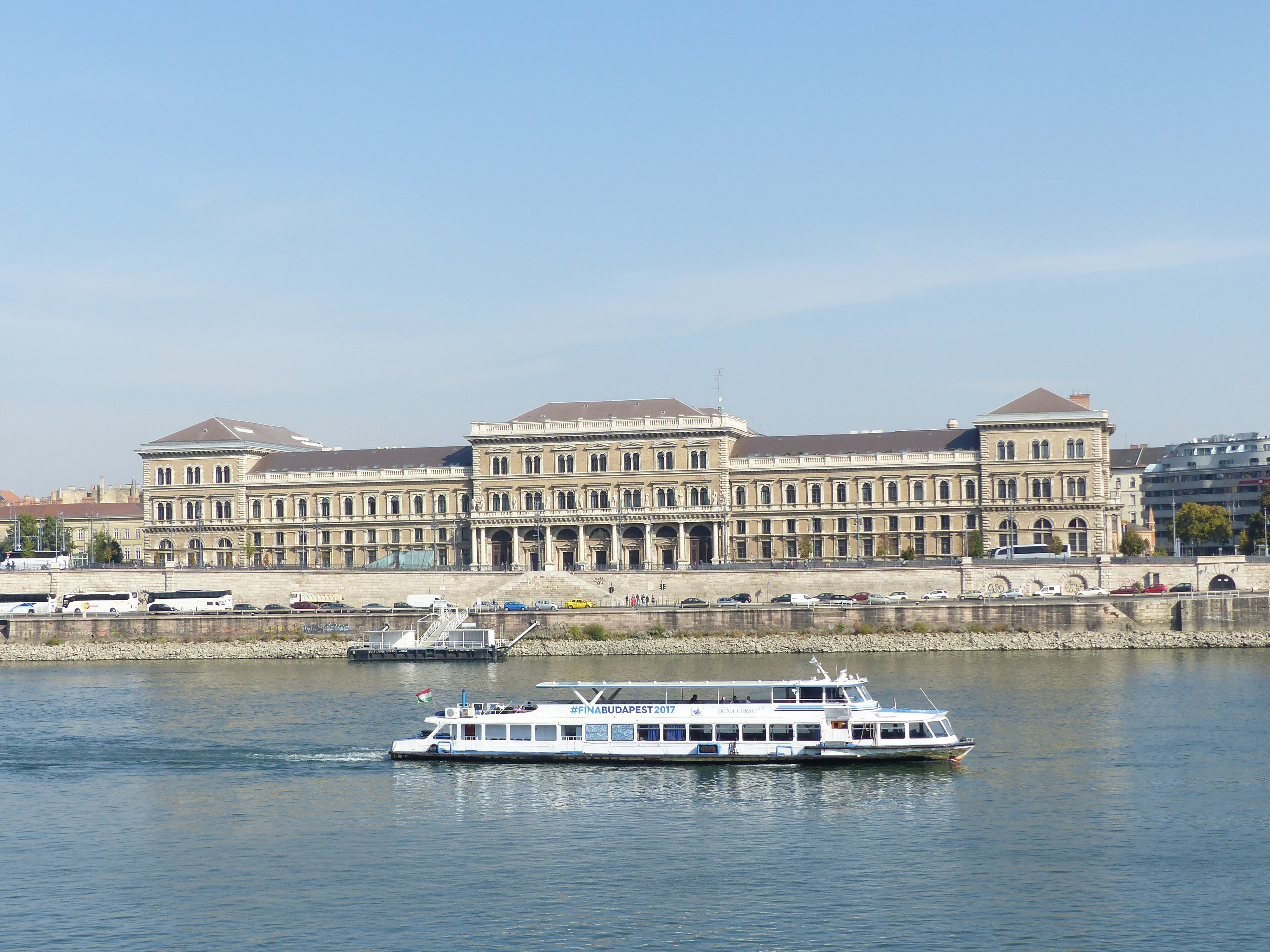
Dawny pałac Celny w Budapeszcie

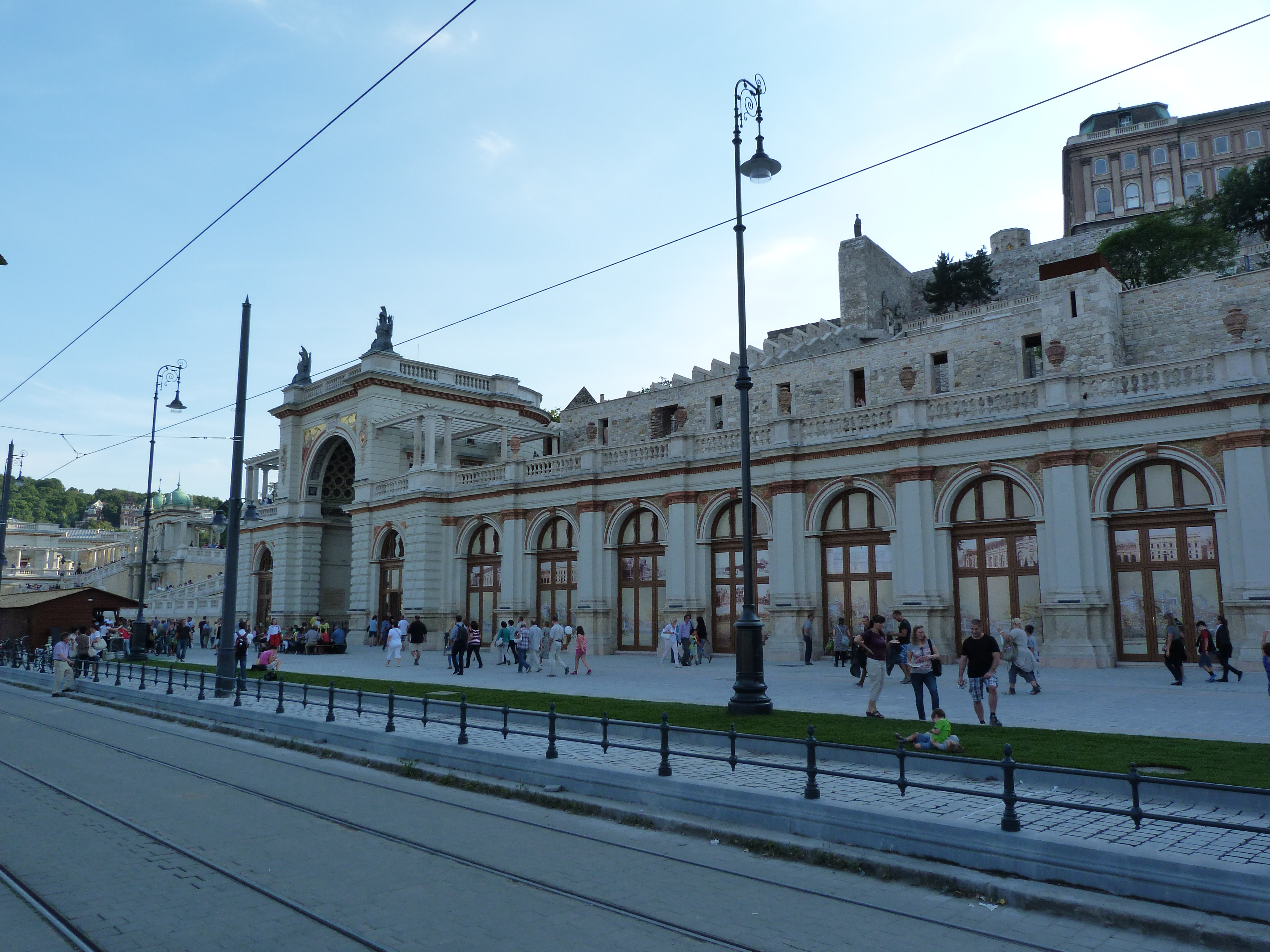
Várkert Bazár w Budapeszcie

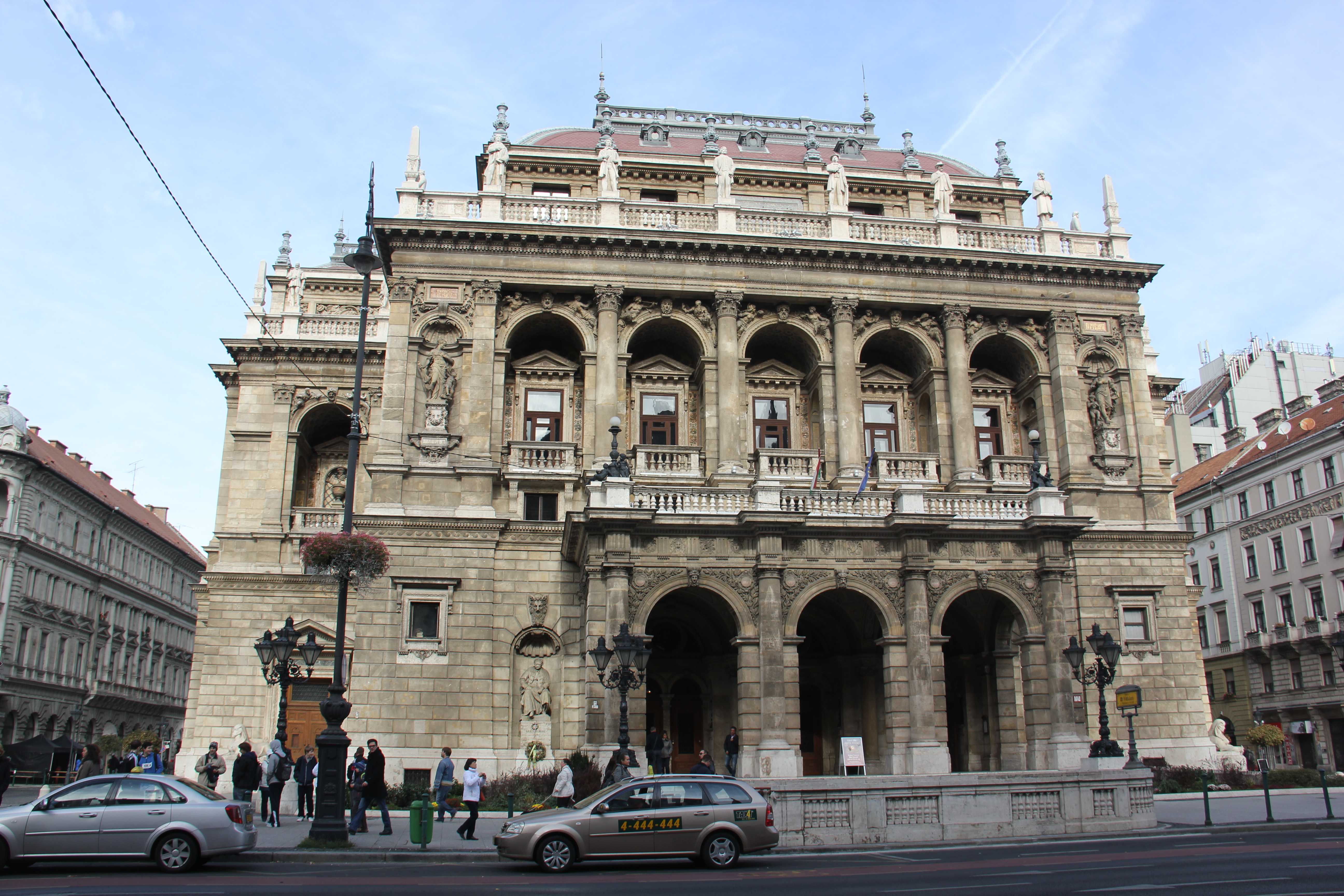
Węgierska Opera Państwowa w Budapeszcie

- 1845–1849: Przebudowa zamku Károlyiego w Fót
- 1845–1855: Kościół Niepokalanego Poczęcia Najświętszej Maryi Panny(inne języki) w Fót
- Około 1852: Willa Grabovszky – (Rózsa-) w Budapeszcie
- Około 1852–1853: Dom Ungera(inne języki) w Budapeszcie
- 1854–1860: Zamek Wenckheima(inne języki) w Békéscsabie
- 1857–1858: Ujeżdżalnia Narodowa(inne języki) w Budapeszcie (zniszczona)
- 1857–1859: Przebudowa zamku Károlyiego(inne języki) w Füzérradványu
- 1860: Kaplica kryptowa Szapáry w Albertirsie
- 1860: Willa Gyulai w Leányfalu
- 1860–1864: Kościół katolicki w Nagycenk
- 1862–1863: Kościół ewangelicki(inne języki) w Kecskemécie
- 1862–1865: Pałac Festetics w Budapeszcie
- Od 1863: Pałac Károlya w Budapeszcie
- 1863: Teatr niemiecki w Budapeszcie (projekt niezrealizowany)
- 1863–1864: Budynek MTA w Budapeszcie
- Około 1865: Zamek Szapáryego w Fegyvernek
- 1865–1866: Stary budynek parlamentu w Budapeszcie
- 1865–1879: Kościół św. Franciszka z Asyżu(inne języki) w Budapeszcie
- 1867: Pałac Pálffyego w Budapeszcie
- 1867–1869: Pałac Lánchíd(inne języki) w Budapeszcie
- 1867–1891: Bazylika św. Stefana w Budapeszcie
- 1870–1874: Pałac Celny(inne języki) w Budapeszcie
- Około 1872: Hotel Ybl w Parádzie
- 1872–1874: Pałac Dégenfelda-Schomburga w Budapeszcie
- 1875–1879: Zamek Wenckheima(inne języki) w Szabadkígyós
- 1875–1882: Várkert Bazár i Várkert-kioszk(inne języki) w Budapeszcie
- 1875–1884: Węgierska Opera Państwowa w Budapeszcie
- 1880–1882: Zamek  Károlyiego w Parádsasvárze
- 1880–1891: Przebudowa zamku Królewskiego w Budapeszcie
- 1881–1888: Kościół katolicki (Clarisseum) w Budapeszcie
- 1883–1884: Pałac Széchenyiego (zniszczony)
- Około 1888: Hotel Erzsébet w Parádzie
- Kamienice i zamki w takich miejscowościach jak m.in. Székesfehérvár, Csurgó, Doboz, Kétegyháza, Lengyeltóti, Macea, Marcali i Sânnicolau Mare

## Upamiętnienie
- W Budapeszcie stoi wykonany w 1896 roku pomnik Miklósa Ybla[6].
- W Budapeszcie znajduje się nazwany na cześć architekta plac Miklósa Ybla (węg. Ybl Miklós tér)[7][8].
- Od 1953 roku na Węgrzech przyznawana jest doroczna architektoniczna Nagroda Miklósa Ybla(inne języki) (węg. Ybl Miklós-díj)[2].
- Imieniem Miklósa Ybla nazwano odkrytą w 2002 roku jedną z planetoid pasa głównego: 166886 Ybl[9].
- 2014 rok, w którym wypadała 200. rocznica urodzin Ybla, został na Węgrzech ogłoszony Dwustuleciem Ybla – Rokiem Węgierskiej Architektury[10].